# SUPACAT
SUPACAT — лёгкий шестиколёсный транспортёр, производящийся компанией Supacat Ltd с 1984 года в трёх модификациях по стандартам НАТО. Использовался в основном в британской армии.
Способен передвигаться по песку и преодолевать ямы до 300 мм глубиной.